# Takahiro Ito
Takahiro Ito (25 december 1996, Nagano) is een Japanse langebaanschaatser.

## Records

### Persoonlijke records
| Afstand     | Tijd     | Datum            | Baan       |
| ----------- | -------- | ---------------- | ---------- |
| 500 meter   | 37,84    | 20 februari 2021 | Hachinohe  |
| 1000 meter  | 1.12,61  | 17 februari 2019 | Nagano     |
| 1500 meter  | 1.49,81  | 21 februari 2021 | Hachinohe  |
| 3000 meter  | 3.45,96  | 6 november 2021  | Inzell     |
| 5000 meter  | 6.24,56  | 19 november 2022 | Heerenveen |
| 10000 meter | 13.07,85 | 17 december 2022 | Calgary    |

(laatst bijgewerkt: 15 maart 2023)

## Resultaten
| Jaar | WK Afstanden         |
| ---- | -------------------- |
| 2019 | 20e 5000m 12e 10000m |
|      |                      |
| 2023 | 9e 10000m            |